# Ганеева, Фатима Нуретдиновна
Фатима Нуретдиновна Ганеева — советский хозяйственный, государственный и политический деятель.

## Биография
Родилась в 1909 году в деревне Азнаево Нагайской волости Тамьян-Катайского кантона. Член ВКП(б).
Выпускница Уфимского педагогического института (ныне Уфимский университет науки и технологий). С 1930 года — на хозяйственной, общественной и политической работе. В 1930—1970 гг. — учительница в партийно-хозяйственной школе города Белорецка, преподаватель Башкирской Высшей коммунистической сельскохозяйственной школы, учительница башкирского языка и литературы в школах деревень Иткулово-1 и Иткулово-2, в средней школе города Баймак, в школе Зилаирского зерносовхоза.
Избиралась депутатом Верховного Совета СССР 2-го созыва.
Умерла в 1991 году.